# نادي أوبرا للقراءة
كان نادي أوبرا للقراءة فقرة من فقرات البرنامج الحواري الأمريكي برنامج اوبرا، حيث تسلط مضيفة البرنامج -أوبرا وينفري- الضوء على كتب من اختيارها. قامت أوبرا بتأسيس نادي القراءة في عام 1996م، وتقوم باختيار كتاب جديد للجمهور للقراءة والمناقشة شهريا، وغالبا ما يكون رواية. كما انتهت دورة النادي في سنته الخامسة عشر تزامنا مع برنامج (اوبرا وينفري شو) في 25 من مايو عام 2011م. وحصدت بذلك ما مجموعه 70 كتاب طوال الخمسة عشر عاماً من عمر النادي.
وأصبحت العديد من الكتب غير المشهورة أكثر الكتب مبيعاً، ويكمن السبب في شعبية نادي أوبرا للقراءة وشهرته الواسعه. كما زادت مبيعات بعض الكتب إلى ملايين النسخ، ويُعرف ذلك بتأثير أوبرا. وقدّر الجريكو الذي يعمل أستاذ تسويق في جامعة فوردهام مجمل مبيعات 69 كتاباً من نسخ أوبرا بـ 55 مليون نسخة.
وشهد النادي مجموعة من الخلافات الأدبية مثل ذلك الذي حدث مع جوناثان فرانزن واستياءه من رأي الجمهور حول روايته «الإصلاحات» التي قامت أوبرا باختيارها للقراءة والمناقشة، كما هو الحال مع الحدث الحالي لمذكرات جيمس فري -«مليون قطعة صغيرة»- وهي إحدى اختيارات النادي لسنة 2005 - التي جرى وصفها بأنها مزيفة إلى حد ما. وحصل الخلاف الأخير مع جيمس فري والناشرة نان تيليز عندما قامت أوبرا بمواجهتهما وإهانتهما علنيا في إحدى حلقات برنامجها التلفزيوني.
وأعلنت أوبرا تدشين الإصدار الثاني من نادي أوبرا للقراءة في يوم الجمعة بتاريخ 1 يونيو لعام 2012م، وافتتحت النادي بكتاب «جامح» للكاتبة شيرل سترايد. ويتضمن الإصدار الجديد للنادي استخدام مختلف منصات وسائل الإعلام الاجتماعي وأجهزة القراءة الإلكترونية، ويعد هذا المشروع مشروعا مشتركا بين شبكة أوبرا وينفري (OWN) ومجلة أوبرا وينفري.

## التاريخ
وكانت رواية «النهاية العميقة للمحيط» للكاتب جاكولين ميتشارد هي أولى اختيارات النادي في 17 من سبتمبر من عام 1996م، والتي تم نشرها مؤخرا آنذاك. وقامت وينفري بإيقاف عمل النادي لعام واحد في 2002م، مشيرة إلى أنها لم تستطع مواكبة القراءة اللازمة في حين لا تزال تبحث عن روايات حديثة استمتعت بقراءتها. وبعد استئناف عمل النادي في عام 2003م؛ تم اختيار الكتب وفق معايير أكثر دقة حيث يتم اختيار ثلاثة أو أربعة كتب فقط سنويا.
وعادت وينفري إلى اختيار الروايات الخيالية للنادي في 2007م، حيث اختارت رواية «الطريق» للكاتب كورماك مكارثي في شهر مارس، ورواية «الجنس الأوسط» للكاتب جيفري يوجينايدس في شهر يونيو. كما حصلت رواية «الطريق» على جائزة بوليتزر عن فئة الأعمال الخيالية بعد أن تم اختيارها ضمن قراءات النادي بوقت قصير. وأجرت وينفري أول مقابلة تلفزيونية مع الكاتب كورماك ماكارثي المشهور بعزلته في الخامس من يونيو من عام 2007م.
وفي الخامس من أكتوبر من عام 2007م، تم الإعلان عن آخر اختيارات النادي. وكان الاختيار لرواية الحب في زمن الكوليرا 1985م" للكاتب الحائز على جائزة نوبل غابرييل غارثيا ماركيث. وحصوله على الجائزة لم يكن بسبب تأثيره على شمال أمريكا فقط، بل كان بسبب مترجمه إيديث جروسمان أيضا.
وقد تم اختيار عمل آخر لنفس الروائي -غابرييل ماركيث- مسبقا في عام 2004م، وهي رواية مئة عام من العزلة.
وكان الإصدار الخاص من روايتي قصة مدينتين وآمال عظيمة للكاتب تشارلز ديكنز آخر اختيارات النادي.

## التأثير
وصفت كاثلين روني أوبرا وينفري في كتابها «القراءة مع أوبرا: نادي القراءة الذي غيّر أمريكا» بأنها (واحدة من أهم المفكرات الأمريكيات التي لها السبق في استخدام وسائل الإعلام الإلكترونية - التلفاز والإنترنت على وجه التحديد- لاتخاذ القراءة عادة أساسية مهمة. كما سلطت الضوء على عناصرها الاجتماعية واستخداماتها بطريقة تسهم بشكل أو بآخر لجعل ملايين من غير القراء يشرعون في القراءة).
وصرّحت مجلة بزنس وييك: (لعل أكثر الجوانب إدهاشا لظاهرة أوبرا هو مدى نفوذها وتأثيرها مقارنة مع أقرانها في العالم. ويقترح بعض المحللين أن جون ستيوارت - صاحب برنامج ذا ديلي شو على قناة كوميدي سنترال- يأتي في المركز الثاني بعد وينفري. ومن الشخصيات ذات النفوذ أيضا: سيين هانيتي من قناة فوكس نيوز، وتيري جروس من الإذاعة الوطنية العامة، والإذاعي دون إيموس، وبرنامج 60 دقيقة من قناة سي بي إس. ولكن لم يقترب أحد من نفوذ أوبرا، حيث يقدّر ناشرون أن بمقدورها بيع كتاب بنسبة تصل لـ 20 إلى 100 مرة أكثر من أي شخصية إعلامية أخرى.
وذكرت تقارير في عام 2009م أن تأثير نادي أوبرا للقراءة وصل إلى البرازيل عندما قامت أوبرا باختيار كتاب «الأرض الجديدة» ضمن قراءات النادي ليتصدر قائمة أكثر الكتب مبيعا في البرازيل. وحقق النادي نجاحا كبيرا لبعض الكتب التي حولت لاحقا إلى أفلام سينمائية. ومن الكتب التي تم تحويلها كتاب «النهاية العميقة للمحيط» وكتاب «القارئ». وفي ختام برنامج أوبرا وينفري في مايو 2011م، أصدرت مؤسسة «نيلسن بوكسكان» للإحصاءات قائمة الكتب العشرة الأكثر مبيعا خلال السنوات العشر الأخيرة من النادي (لم تتوفر بيانات مسبقة).
وبلغت مبيعات الكتب الأربعة الأكثر مبيعا في مايو 2011م كالتالي:
1- إيكهارت تول، كتاب أرض جديدة (2005): 3,370,000 نسخة.
2- جيمس فري، كتاب مليون قطعة صغيرة: 2,695,500 نسخة.
3- إيلي فيزيل، كتاب ليل: 2,021,000 نسخة.
4- كورماك ماكاراثي، رواية الطريق: 1,385,000 نسخة.
وبحسب ورقة عمل للخبير الاقتصادي كريج إل جارثويت المنشورة على «دورية الاقتصاد الأمريكي: اقتصاد تطبيقي»، أفادت تقارير أنه بعد مساهمة النادي في ارتفاع مبيعات الكتب الواردة في القائمة، ارتفع إجمالي المبيعات للكتب بصفة عامة. ولم يشتري قراء كتب أوبرا أنواع الكتب التي اعتادوا عليها وذلك بسبب اختيارات أوبرا للكلاسيكيات الطويلة والصعبة التي تتطلب وقتا أطول وجهدا أكبر للقراءة. وبعد إعلان أوبرا، كان هناك ارتفاع ملحوظ في مبيعات روايات الغموض والمغامرة أو الحركة وفقا لتقرير إحصائي، ولوحظ انخفاض في مبيعات الروايات الرومانسية. كما انخفضت مبيعات كتب الخيال الأسبوعية للكبار بنسبة 2.5% وذلك بعد 12 أسبوعا من الإعلان.

## تلقي النقد والملاحظات
تلقى النادي ملاحظات وانتقادات من المجتمع الأدبي. حيث كتب سكوت ستوسيل الذي يعمل محررا في مجلة ذا أتلانتيك: (هناك أمر مريب بشأن نادي القراءة مما يجعله شاف باستمرار، ومطورا ذاتيا للشعور لدرجة أنه قد يبدو من التناقض مناقشة الأدب المهم فيه. إذ يجب على الأدب أن يزعزع العقل ويعيق الحواس، ومن الممكن أن يكون مهدئا في ذات الوقت، ولكن لا يعني أن يكون بالسهل واللطيف مثلما تجعله أوبرا).

## الخلافات

### خلاف جوناثان فرانزن
شعر جوناثان فرانزن بالانزعاج عندما تم اختيار كتابه «الإصلاحات» ضمن قراءات النادي. وعبر فرانزن عن استياءه كونه موجود مع مؤلفي نادي أوبرا الآخرين وذلك بعد أن تم الإعلان عن اختيارات النادي. وقال في مقابلة أجرتها وينفري: (اختارت بعض الكتب الجيدة، ولكنها قد اختارت كتب عاطفية بشكل مفرط وأخرى ذات بعد واحد والتي أراها ضعيفة، مع أنني أرى أنها ذكية للغاية وأنها تصارع من أجل الخير حقا). وأضاف فرانزن أن روايته كانت صعبة لجمهور أوبرا. وشعر فرانزن بالاستياء أيضا لأنه كان يأمل أن يجذب الذكور من الجمهور.
وبعد الانتقادات، ألغيت دعوة حضور فرانزن لحفل عشاء النادي الذي بث على التلفاز، وعندها قام بتوجيه اعتذار شديد اللهجة. وكان يظن أن بإمكانه حضور عشاء خاص بينه وبين وينفري عندما لم تتم دعوته مجددا، غير أنها كانت مشغولة للغاية. وقال المتحدث الرسمي باسمها أنها كانت تحاول نسيان الأمر وكأنه لم يحصل.
وقام مجموعة من الكتّاب بانتقاد فرانزن، إذ قال عنه المؤلف فيرلين كلينكينبورج على صحيفة نيويورك تايمز: (إن رفض السيد فرانزن للسيدة وينفري كان سببه عدم ثقته بالقراء، باستثناء القراء الذين يختارهم تحديدا). وكتب عنه أندري دوبوس الثالث قائلا: (إن هذا الأمر احتقاري للغاية لدرجة أنه يزعجني بشدة. وأنا أرى أن الاعتقاد بأن الأدب الراقي ليس للجميع، وأنهم لا يستطيعون استيعابه واستحقاقه هو أمر يستحق الاستهجان والانتقاد. وهل هذا حكم على الجمهور عامة؟ أو على الكتب التي يراها ضمن مستواه؟). وتساءل المحرر دينيس لوي جونسون عن الدوافع التي جعلت من فرانزن القيام بهذا الأمر قائلا: (برأيك، هل هي كراهية المرأة؟ أو التحيز لفئة معينة؟ أو أسوأ من ذلك؟).
وفي عام 2010م، اختارت أوبرا عمل آخر من أعمال فرانزن لنادي القراءة يدعى «الحرية». وقالت أوبرا: (دار بيني وبين هذا المؤلف خلاف بسيط سابقا). كما وصفت أوبرا هذا الكتاب بـ «التحفة». وقالت ذلك بعد أن قرأت النسخة التي أرسلها فرانزن مع الملاحظة التي كتبها لها، وبعدها اتصلت به هاتفيا وأخذت منه الإذن لمشاركة هذا الكتاب مع الجمهور. وبحسب مقال نشر على جريدة لوس أنجلوس تايمز فإنه يبدو على أوبرا أنها قامت بنسيان الشجار الذي وقع في عام 2001م مع المؤلف صاحب أعلى الكتب مبيعا.

### خلاف جيمس فري
وتورط النادي في خلاف آخر في أواخر عام 2005م وبداية عام 2006م. حيث قامت أوبرا باختيار كتاب «مليون قطعة صغيرة» للكاتب جيمس فري لشهر سبتمبر 2005م. ووصف الكتاب بأنه مذكرات توثيقية لحياة جيمس فري بينما كان مجرم ومدمن على الكحول والمخدرات. وأصبح الكتاب أكثر الكتب مبيعا مقارنة بالكتب الأخرى التي تم اختيارها في النادي. كما أن العديد من القراء تحدثوا عن مساهمة هذا الكتاب في تخلصهم من الإدمان على المخدرات أيضا. غير أن الاهتمام الكبير بمذكرات جيمس فري أدى إلى تساؤل النقاد عن مدى صحتها، وخصوصا بشأن علاجه عندما كان في مركز إعادة التأهيل وبشأن قصصه في السجن.
وفي بادئ الأمر قام جيمس فري بإقناع لاري كينج بأن الإضافات التي قام بها في كتابه كانت شبيهة بتلك التي يمكن العثور عليها في أي مذكرات أخرى. واقترحت وينفري عمل نقاش حول مدى الإبداع في الكتب غير الروائية. كما أشارت إلى التأثير الملهم بكتاب جيمس فري على العديد من المشاهدين.
ولكن ظهرت المزيد من الاتهامات ضد الكتاب، وقامت أوبرا بدعوته شخصيا لحضور برنامجها لمناقشة ما إذا كان جيمس كاذبا بشأن مذكراته. وخلال المقابلة على الهواء مباشرة، أجبرته على الاعتراف بأنه قد كذب بالفعل بشأن مكوثه في السجن، وبأنه لا يملك أدنى فكرة ما إذا كان قد خضع لعمليتين للقناة الجذرية بدون تخدير أو لا، على الرغم من تخصيصه لعدة صفحات لوصفهما بشكل مؤلم ومؤثر بالتفصيل.
واستضافت أوبرا بعدها نان تيليز الناشرة لدى جيمس فري للدفاع عن قرارها في تصنيف الكتاب كمذكرات. كما أجبرت تيليز على الاعتراف بأنها لم تقم بأي شي للتحقق من مصداقية الكتاب على الرغم من حقيقة أن ممثليها قد قاموا بالتأكيد على طاقم برنامجها بأن الكتاب كان غير روائي بالفعل، وأنه قد تم وصفه في بيان صحفي بـ«صادق بقسوة».
وسخر الإعلام من المواجهة التي بثت على التلفاز، حيث كتب ديفيد كار من جريدة نيويورك تايمز: (لقد تم كسر كل من جيمس فري ونان تيليز إلى قطعتين وكأنهما غصنان جافان في الشتاء). وصرح لاري كينج: (قضت أوبرا على جيمس فري). وتأثر ريتشارد كوهين -جريدة واشنطن بوست - تأثرا شديدا بالمواجهة التي قامت بها أوبرا، وقام بتتويجها لقب «امرأة العام».

## قراءات النادي
| التاريخ | العنوان                           | المؤلف                |
| 1996    | 1996                              | 1996                  |
| ------- | --------------------------------- | --------------------- |
| سبتمبر  | النهاية العميقة للمحيط            | جاكولين ميتشارد       |
| أكتوبر  | أغنية سولومون                     | توني ماريسون          |
| نوفمبر  | كتاب روث                          | جين هاميلتون          |
| ديسمبر  | لقد أتت مكسورة                    | والي لامب             |
| 1997    |                                   |                       |
| فبراير  | أحجار من النهر                    | اورسولا حجي           |
| أبريل   | نشوة كنعان                        | شيري رينولدز          |
| مايو    | قلب امرأة                         | مايا أنجيلو           |
| يونيو   | أغاني في زمن اعتيادي              | ماري ماكجاري موريس    |
| سبتمبر  | أكثر الأقوال فضاعة                | بيل كوسبي             |
| سبتمبر  | درس قبل الموت                     | إيرنست جاي جاينس      |
| أكتوبر  | امرأة فاضلة                       | كاي جيبونز            |
| أكتوبر  | إلين فوستر                        | كاي جيبونز            |
| ديسمبر  | البحث عن الكنز                    | بيل كوسبي             |
| ديسمبر  | الطريقة المثلى للعب               | بيل كوسبي             |
| 1998    |                                   |                       |
| يناير   | الفردوس                           | توني موريسون          |
| مارس    | هنا في الأرض                      | أليس هوفمان           |
| أبريل   | أسود وأزرق                        | آنا كوينديلن          |
| مايو    | تنفس.. عيون.. ذاكرة               | إيدويدج دانيكات       |
| يونيو   | أعلم أنه صحيحا لهذا الحد          | والي لامب             |
| سبتمبر  | الذي قد يبدو جنونا في يوم اعتيادي | بيرل كليج             |
| أكتوبر  | القابلات                          | كريس بوجاليان         |
| ديسمبر  | حيث يكمن القلب                    | بيلي ييتس             |
| 1999    |                                   |                       |
| يناير   | جوهرة                             | بريت لوت              |
| فبراير  | القارئ                            | بيرنارد شلينك         |
| مارس    | زوجة الطيار                       | أنيتا شريف            |
| مايو    | دفلي بيضاء                        | جانيت فيتش            |
| يونيو   | أم الآلى                          | ميليندا هاينس         |
| سبتمبر  | طريق تارا                         | مافي بينتشي           |
| أكتوبر  | أيها النهر.. أعبر قلبي            | برينا كلارك           |
| نوفمبر  | هضبة الخل                         | A. Manette Ansay      |
| ديسمبر  | خريطة العالم                      | جين هاميلتون          |
| 2000    |                                   |                       |
| يناير   | فجوة الجدول                       | روبرت مورغان          |
| فبراير  | ابنة الحظ                         | إيزابيل أليندا        |
| مارس    | الطرق الخلفية                     | تاوني أوديل           |
| أبريل   | أكثر العيون زرقة                  | توني موريسون          |
| مايو    | عندما كنت بعيدا                   | سو ميلر               |
| يونيو   | إنجيل بويزنوود                    | باربرا كينجسولفر      |
| أغسطس   | بيت مفتوح                         | إليزابيث بيرج         |
| سبتمبر  | غرق روث                           | كريستينا شوارز        |
| نوفمبر  | بيت الرمل والضفدع                 | أندريه دوبوس الثالث   |
| 2001    |                                   |                       |
| يناير   | لقد كنا المولفانيس                | جويس كارول أوتس       |
| مارس    | شرارات جليدية                     | جاين هايمان روبيو     |
| مايو    | السجينة                           | مليكة أوفقير          |
| يونيو   | نهر الخيزران                      | لاليتا تاديمي         |
| سبتمبر  | الإصلاحات                         | [[جوناثان فرانزن      |
| نوفمبر  | توازن دقيق                        | روينتون ميستري        |
| 2002    |                                   |                       |
| يناير   | إسقط على ركبتيك                   | آن ماري ماكدونالد     |
| أبريل   | سولا                              | توني موريسون          |
| 2003    |                                   |                       |
| يونيو   | شرق إيدن                          | جون ستاينبيك          |
| سبتمر   | إبك (البلد الحبيب)                | ألان باتون            |
| 2004    |                                   |                       |
| يناير   | مئة عام من العزلة                 | غابريال غارسيا ماركيز |
| أبريل   | القلب الوحيد                      | كارسون ماكولرز        |
| مايو    | آنا كارنينا                       | ليو تولستوي           |
| سبتمبر  | الأرض الطيبة                      | بيرل أس باك           |
| 2005    |                                   |                       |
| يوينو   | الصخب والعنف                      | ويليام فوكنر          |
| سبتمبر  | مليون قطعة صغيرة                  | جيمس فري              |
| 2006    |                                   |                       |
| يناير   | ليل                               | إيلي فيزيل            |
| 2007    |                                   |                       |
| يناير   | قياس رجل: سيرة ذاتية روحية        | سير سيدني بواتييه     |
| مارس    | الطريق                            | كورماك                |
| يونيو   | الجنس الأوسط                      | جيفري يوجنايدز        |
| أكتوبر  | الحب في زمن الكوليرا              | غابرييل غارثيا ماركيث |
| نوفمبر  | أعمدة الأرض                       | كين فوليت             |
| 2008    |                                   |                       |
| يناير   | أرض الجديدة                       | Eckhart Tolle         |
| سبتمبر  | قصة إدغار ساوتيل                  | ديفيد روبليسكي        |
| 2009    |                                   |                       |
| سبتمبر  | قولي أنك واحدة منهم               | Uwem Akpan            |
| 2010    |                                   |                       |
| سبتمر   | الحرية                            | جوناثان فرانزن        |
| ديسمبر  | آمال عظيمة                        | تشارلز ديكينز         |